# Mats Köhlert
Mats Köhlert (Amburgo, 2 maggio 1998) è un calciatore tedesco, attaccante dell'Heerenveen.

## Carriera

### Club
Cresciuto nei settori giovanili di St. Pauli e Amburgo, ha esordito con la prima squadra degli anseatici il 30 marzo 2019, nella partita pareggiata per 0-0 contro il Bochum. Il 31 maggio seguente, in scadenza di contratto, viene tesserato con un triennale dal Willem II.

### Nazionale
Ha giocato numerose partite con le varie nazionali giovanili tedesche.

## Statistiche

### Presenze e reti nei club
Statistiche aggiornate al 18 agosto 2019.
| Stagione          | Squadra           | Campionato        | Campionato | Campionato | Coppe nazionali | Coppe nazionali | Coppe nazionali | Coppe continentali | Coppe continentali | Coppe continentali | Altre coppe | Altre coppe | Altre coppe | Totale | Totale | Totale |
| Stagione          | Squadra           | Comp              | Pres       | Reti       | Comp            | Pres            | Reti            | Comp               | Pres               | Reti               | Comp        | Pres        | Reti        | Pres   | Reti   |        |
| ----------------- | ----------------- | ----------------- | ---------- | ---------- | --------------- | --------------- | --------------- | ------------------ | ------------------ | ------------------ | ----------- | ----------- | ----------- | ------ | ------ | ------ |
| 2016-2017         | Amburgo II        | RL                | 7          | 0          | -               | -               | -               | -                  | -                  | -                  | -           | -           | -           | 7      | 0      |        |
| 2017-2018         | Amburgo II        | RL                | 25         | 1          | -               | -               | -               | -                  | -                  | -                  | -           | -           | -           | 25     | 1      |        |
| 2018-2019         | Amburgo II        | RL                | 24         | 5          | -               | -               | -               | -                  | -                  | -                  | -           | -           | -           | 24     | 5      |        |
| Totale Amburgo II | Totale Amburgo II | Totale Amburgo II | 56         | 6          |                 | -               | -               |                    | -                  | -                  |             | -           | -           | 56     | 6      |        |
| 2018-2019         | Amburgo           | ZL                | 3          | 0          | CO              | 0               | 0               | -                  | -                  | -                  | -           | -           | -           | 3      | 0      |        |
| 2019-2020         | Willem II         | E                 | 3          | 0          | CO              | 0               | 0               | -                  | -                  | -                  | -           | -           | -           | 3      | 0      |        |
| Totale carriera   | Totale carriera   | Totale carriera   | 62         | 6          |                 | 0               | 0               |                    | -                  | -                  |             | -           | -           | 62     | 6      |        |